# Toyland : Le Pays des jouets
Pour les articles homonymes, voir Babes in Toyland.
 (juillet 2021).
Toyland : Le Pays des jouets  (Babes in Toyland) est un film de Noël d'animation film musical-Comédie américain de Charles Grosvenor, Toby Bluth, et Paul Sabella sorti directement en vidéo en 1997.

## Synopsis
Les fêtes de Noël approchent... Dans le train qui les conduit chez leur Oncle Barnabé, Jack et sa sœur Jill, deux orphelins, font la connaissance de Tom Piper, le fabricant de jouets de Toyland, qui doit construire mille soldats de bois pour le Père Noël...

## Fiche technique
- Titre : Toyland : Le Pays des jouets
- Titre original : Babes in Toyland
- Durée : 74 minutes

## Distribution

### Voix originales
- Joseph Ashton as Jack
- Lacey Chabert as Jill
- Raphael Sbarge as Tom Piper
- Cathy Cavadini as Mary
- Charles Nelson Reilly as Mr. Humpty Dumpty
- Susan Silo as Scat
- Jim Belushi as Gonzargo
- Bronson Pinchot as Rodrigo
- Christopher Plummer as Barnaby Crookedman
- Lindsay Schnebly as Goblin King (Le Roi des Goblins)

### Voix françaises
- Donald Reignoux : Jack
- Marie-Charlotte Leclaire : Jill
- Guillaume Lebon : Tom Piper (voix parlée)
- Richard Rossignol: Tom Piper (voix chantée)
- Valérie Siclay : Mary Lamb (voix parlée)
- Benedicte Lecroart : Mary Lamb (voix chantée)
- Pierre Baton : Oncle Barnabé
- Jean-Claude Donda : Humpty Dumpty, voix traductrice, le cuisinier, le chat de Barnaby
- Richard Darbois : Gonzargo, le Roi des Goblins, le Père Noël (en plus de Gonzargo et du roi des goblins)
- Eric Metayer : Rodrigo
- Jean Stout et peut-être Pascal Renwick, et Olivier Constantin : Les bougies vivantes du candélabre pendant la chanson de Barnaby
- Michel Costa et Georges Costa : Les souris lors de la chanson de l'usine

Marie-Charlotte Leclaire fait aussi partie des chœurs, on l'entend plus que les autres lors de la première reprise de "Toyland" (quand Jack et Jill visitent Toyland.)